# 2013 dans le catholicisme
Chronologie du catholicisme
- 2009
- 2010
- 2011
- 2012
- 2013
- 2014
- 2015
- 2016
- 2017

Cet article présente les faits marquants de l'année 2013 dans le catholicisme.

## Évènements
- 11 février le pape Benoît XVI annonce sa renonciation prochaine.
- 28 février : renonciation effective de Benoît XVI au pontificat.
- 12 mars : début du conclave de 2013 consécutif à la renonciation de Benoît XVI.
- 13 mars : élection de François comme 266e pape.
- 12 mai : canonisation des Martyrs d'Otrante, de Laura Montoya et de Maria Guadalupe Garcia Zavala.
- 13 juillet : premier déplacement du pape François à Lampedusa.
- 23 au 28 juillet : Réunion des Journées mondiales de la jeunesse à Rio de Janeiro.
- 9 octobre : canonisation équipollente d'Angèle de Foligno.
- 13 octobre : renouvellement de la consécration du monde au cœur immaculé de Marie par le pape François.
- 26 novembre : publication de la première exhortation apostolique du pape François Evangelii gaudium.
- 11 décembre : le pape François est désigné "personnalité de l'année" par le Time Magazine.
- 17 décembre : canonisation équipollente de Pierre Favre.

## Décès

### Janvier
- 1er janvier : Moses Bosco Anderson, prélat américain, évêque auxiliaire de Détroit et évêque titulaire de Vatarba (de) (° 9 septembre 1928)
- 5 janvier : Joseph-Aurèle Plourde, prélat canadien, archevêque d'Ottawa (° 12 janvier 1915)
- 12 janvier : John Martin Darko, prélat ghanéen, évêque de Sekondi-Takoradi (° 30 mai 1945)
- 15 janvier : Michel Pollien, prélat français, évêque auxiliaire de Paris et évêque titulaire de Pulcheriopolis (° 22 août 1937)
- 23 janvier : 
  - Józef Glemp, cardinal polonais, archevêque de Varsovie (° 18 décembre 1929)
  - Jean Vilnet, prélat français, évêque de Lille (° 8 avril 1922)
- 29 janvier : Reinhold Stecher, prélat autrichien, évêque d'Innsbruck (° 22 décembre 1921)
- 31 janvier : 
  - Joseph Cassidy, prélat irlandais, archevêque de Tuam (° 29 octobre 1933)
  - Jacques Nguyên Van Mâu, prélat vietnamien, évêque de Vinh Long (° 22 janvier 1914)

### Février
- 3 février :  
  - Ignace Baguibassa Sambar-Talkena, prélat togolais, évêque de Kara (° 31 mars 1935)
  - John Michael D'Arcy, prélat américain, évêque de Fort Wayne-South Bend (° 18 août 1932)
- 5 février : Joseph Madec, prélat français, évêque de Fréjus-Toulon (° 15 mars 1923)
- 6 février : 
  - Arthé Guimond, prélat canadien, archevêque de Grouard-McLennan (° 22 mai 1931)
  - Douglas Joseph Warren, prélat australien, évêque de Wilcannia (° 21 mars 1919)
- 7 février : William Anthony Hughes, prélat américain, évêque de Covington (° 23 septembre 1921)
- 8 février : Giovanni Cheli, cardinal italien de la Curie, précédemment diplomate du Saint-Siège et archevêque titulaire de Santa Giusta (de) (° 4 octobre 1918)
- 11 février : Oswaldo Brenes Álvarez, prélat costaricien, évêque de Ciudad Quesada (° 5 août 1942)
- 21 février : 
  - Pierre-Marie Delfieux, prêtre français, fondateur des Fraternités monastiques de Jérusalem (° 4 décembre 1934)
  - Norbert Dorsey, prélat américain, évêque d'Orlando (° 14 décembre 1929)
- 23 février : Julien Ries, cardinal et enseignant belge (° 19 avril 1920)
- 28 février : Jean Honoré, cardinal français, archevêque de Tours (° 13 août 1920)

### Mars
- 1er mars : Gabriel Vanel, prélat français, archevêque d'Auch (° 12 janvier 1925)
- 7 mars : Cleto Bellucci, prélat italien, archevêque de Fermo (° 23 avril 1921)
- 11 mars : Martin Bormann junior, ancien prêtre et théologien allemand (° 14 avril 1930)
- 13 mars : Gerard Sithunywa Ndlovu, prélat sud-africain, évêque d'Umzimkulu (° 11 mars 1939)
- 18 mars : Akio Johnson Mutek, prélat sud-soudanais, évêque de Torit, précédemment évêque titulaire de Suava (de) (° 2 janvier 1958)
- 31 mars : Charles-Amarin Brand, prélat français, archevêque de Strasbourg (° 27 juin 1920)

### Avril
- 6 avril : Celso Yegros Estigarribia, prélat paraguayen, évêque de Carapeguá (° 11 juillet 1935)
- 8 avril : François-Wolff Ligondé, prélat haïtien, archevêque de Port-au-Prince (° 17 janvier 1928)
- 9 avril : Luis Antonio Nova Rocha, prélat colombien, évêque de Facatativá (° 30 juillet 1943)
- 10 avril : Lorenzo Antonetti, cardinal italien de la Curie (° 31 juillet 1922)
- 14 avril : Jaime Enrique Duque Correa, prélat colombien, évêque d'El Banco (° 4 avril 1943)
- 16 avril : Reinhard Lettmann, prélat allemand, évêque de Münster (° 9 mars 1933)
- 27 avril : Aloysius Jin Luxian, prélat jésuite chinois, "évêque officiel" de Shanghai (° 20 juin 1916)
- 30 avril : Tito Buss, prélat brésilien, évêque de Rio do Sul (° 1er septembre 1925)

### Mai
- 12 mai : Félix Ramananarivo, prélat malgache, évêque d'Antsirabe (° 19 mai 1934)
- 17 mai : Dominic Kodwo Andoh, prélat ghanéen, premier archevêque d'Accra (° 4 mai 1929)
- 22 mai : Andrea Gallo, prêtre et partisan italien, proche du communisme (° 18 juillet 1928)
- 27 mai : Orozimbo Fuenzalida y Fuenzalida, prélat chilien, évêque de San Bernardo (° 22 mai 1925)
- 28 mai : Silvério Jarbas Paulo de Albuquerque, prélat brésilien, évêque de Feira de Santana (° 11 mars 1917)
- 29 mai : Andrew Greeley, prêtre, sociologue, journaliste, enseignant et écrivain américain (° 5 février 1928)

### Juin
- 5 juin : Stanisław Nagy, cardinal et théologien polonais (° 30 septembre 1921)
- 18 juin : Joseph Vernon Fougère, prélat canadien, évêque de Charlottetown (° 20 mai 1943)
- 20 juin : Franz Xaver Eder, prélat allemand, évêque de Passau, précédemment évêque titulaire de Villa Regis (de) (° 4 novembre 1925)
- 23 juin : Olavio López Duque (de), prélat colombien, vicaire apostolique de Casanare (es) et évêque titulaire de Strongoli (it) (° 6 février 1932)

### Juillet
- 2 juillet : Anthony Gerard Bosco, prélat américain, évêque de Greensburg, précédemment évêque titulaire de Labicum (de) (° 1er août 1927)
- 3 juillet : Vincenzo Cozzi, prélat italien, évêque de Melfi-Rapolla-Venosa (° 26 novembre 1926)
- 9 juillet : 
  - Joaquín Piña Batllevell, prélat jésuite espagnol, missionnaire en Argentine et au Paraguay, évêque de Puerto Iguazú (° 25 mai 1930)
  - Guido Breña López, prélat péruvien, évêque d'Ica (° 9 juillet 1931)
- 15 juillet : Jean-Marc Boulé, prêtre et éducateur canadien (° 15 décembre 1939)
- 17 juillet : Adhemar Esquivel Kohenque, prélat bolivien, évêque de Tarija (° 22 avril 1929)
- 18 juillet : Florentinus Sului Hajang Hau, prélat indonésien, archevêque de Samarinda (° 11 décembre 1948)
- 19 juillet : Simon Ignatius Pimenta, cardinal indien, archevêque de Bombay (° 1er mars 1920)
- 21 juillet : 
  - Alfred Läpple, prêtre et théologien allemand (° 19 juin 1915)
  - Jude Speyrer, prélat américain, évêque de Lac Charles (° 14 avril 1929)
- 26 juillet : Bellino Ghirard, prélat français, évêque de Rodez (° 22 mai 1935)
- 28 juillet : Ersilio Tonini, cardinal italien, archevêque de Ravenne (° 20 juillet 1914)
- 29 juillet : Ludwig Averkamp, prélat allemand, archevêque de Hambourg (° 16 février 1927)
- 31 juillet : Antonio Moreno Casamitjana, prélat chilien, évêque auxiliaire de Santiago et évêque titulaire de Mades (de) (° 9 juillet 1927)

### Août
- 4 août : 
  - Charles Molette, prêtre, biographe et historien français (° 21 juin 1928)
  - Charles-Omer Valois, prélat canadien, évêque de Saint-Jérôme (° 24 avril 1924)
- 5 août : Vincent-Paul Toccoli, prêtre salésien, enseignant, anthropologue et expert français du bouddhisme (° 13 février 1942)
- 8 août : Léon Taverdet, prélat français, évêque de Langres (° 17 juillet 1923)
- 14 août : René Apazza, prélat colombien en Bolivie, archevêque de Cochabamba (° 9 janvier 1924)
- 16 août : Carlos Prada Sanmiguel, prélat colombien, évêque de Duitama-Sogamoso (° 27 décembre 1939)
- 17 août : Christian-Philippe Chanut, prêtre et historien français, aumônier de la maison de Bourbon (° 7 août 1948)
- 25 août : 
  - Bernard Boudouresques, prêtre et militant pacifiste français (° 21 janvier 1923)
  - Domenico Crusco, prélat italien, évêque de San Marco Argentano-Scalea (° 19 août 1934)
- 29 août : Medardo Joseph Mazombwe, premier cardinal zambien, archevêque de Lusaka (° 24 septembre 1931)

### Septembre
- 10 septembre : Peter Paul Prabhu (en), prélat indien, diplomate du Saint-Siège et archevêque titulaire de Tituli-en-Numidie (de) (° 20 mars 1931)
- 24 septembre : Pietro Farina, prélat italien, évêque de Caserte (° 7 mai 1942)
- 27 septembre : 
  - Ernst Gutting, prélat allemand, évêque auxiliaire de Spire et évêque titulaire de Sufar (° 30 janvier 1919)
  - Silvano Montevecchi, prélat italien, évêque d'Ascoli Piceno (° 31 mars 1938)

### Octobre
- 10 octobre : Antoine Vergote, prêtre, philosophe, psychanalyste et théologien belge (° 8 décembre 1921)
- 15 octobre : Eugène Lecrosnier, prélat français, premier évêque de Belfort-Montbéliard (° 20 avril 1923)
- 20 octobre : Bernardo Filipe Governo, prélat capucin mozambicain, évêque de Quelimane (en) (° 21 janvier 1939)

### Novembre
- 2 novembre : Vasco Bertelli, prélat italien, évêque de Volterra (° 23 janvier 1924)
- 11 novembre : Domenico Bartolucci, cardinal, musicien et compositeur italien (° 7 mai 1917)
- 13 novembre : Onesimo Cadiz Gordoncillo, prélat philippin, archevêque de Capiz (° 16 février 1935)
- 19 novembre : Matthias N'Gartéri Mayadi, prélat et premier évêque tchadien, archevêque de N'Djamena (° 1946)
- 22 novembre : Pierre Joatton, prélat français, évêque de Saint-Étienne (° 20 juillet 1930)
- 27 novembre : Georges Lapouge, prêtre et résistant français (° 8 septembre 1914)

### Décembre
- 10 décembre : Bernard Rivière, prêtre capucin français, défenseur des immigrés portugais (° 20 juillet 1917)
- 17 décembre : Ricardo María Carles Gordó, cardinal espagnol, archevêque de Barcelone (° 24 septembre 1926)
- 24 décembre : Soane Lilo Foliaki, prélat mariste tongien, évêque des Tonga (° 18 avril 1933)